# 서문탁
서문탁(본명: 이수진, 한국 한자: 西門卓, 1978년 3월 3일 ~ )은 대한민국의 가수이다.

## 생애
1999년 데뷔하여 8장의 정규앨범(국내 6, 일본 2)을 발표한 서문탁은 명실공히 대한민국을 대표하는 여성로커, 록 보컬리스트이다.
언주초등학교, 은광여자중학교, 세종고등학교, 고려대학교 사회학과를 나와 버클리 음악 대학에 재학 중이다. 고등학교 재학시절 주니어가요제 대상, EBS 창작가요제 특별상 등을 수상하며 일찌감치 가창력을 인정받았다. 1998년 붉은악마공식응원가 "We all will be there for you"를 부르며 처음 이름을 알렸고, 옴니버스앨범 〈Fandom98〉에 창작곡 "용기"가 수록된 것을 계기로 가수제안을 받고 이듬해인 1999년, "사랑, 결코 시들지 않는..."(1집 〈ASURA〉)으로 데뷔했다.
독특한 이름(서울 사대문 안에서 으뜸이란 뜻), 중성적이고 파워풀한 음색, 아마추어 복서자격증 소지라는 특이이력으로 데뷔 때부터 주목을 받았다. 데뷔 후 성황리에 전국투어 콘서트를 가졌고 이후 "사슬"(2집), "사미인곡"(3집)을 연이어 히트시켰다.
3집 활동을 마친 2002년. 홀연히 일본으로 떠나 기숙사 생활을 하는 등 연예인 서문탁이 아닌 자연인 이수진으로서의 행보를 걸었다. 우연한 기회로 일본 내 영화 〈화산고(Volcano High)〉의 주제가 "Rebirth"를 부르게 되면서 일본내 정규앨범 〈東京にて〉(1집), 〈Now Here〉(2집, Megadeth 기타리스트 Marty Friedman 참여)을 발표하고 공연을 이어가는 등 언더그라운드 활동을 했다.
2004년 자작곡 "난 나보다 널"(4집)을 발표하며 국내 활동을 재개했고 이어 다양한 장르의 음악을 시도한 정규앨범 "이별후"(5집), "가거라 사랑아"(6집)를 발표했다.
이후 영역을 넓혀 뮤지컬 배우로서 활동을 시작했다. 2005년부터 2007년까지 3년에 걸쳐 뮤지컬 〈헤드윅〉 2,3 시즌, 2007년~2009년 일본내 뮤지컬 〈The who's Tommy〉, 〈Hedwig and the angry inch〉에 출연했다.
2009년 싱글 〈너무 많은...〉 발표 후, 2010년에는 미국 버클리음대로 장학금을 받고 유학길에 올랐다. 재학중에는 버클리 음대에서 주관하는 ‘Singer’s Night’과 ‘Singer’s Showcase’에 한국인으로서는 최초로 동시 다수 출연하는 기록을 남겼다.
2012년 MBC의 〈나는 가수다 2〉의 부름을 받고 귀국했다. 6개월에 걸친 출연기간 동안 로커라는 고정관념을 깨는 다양한 장르의 시도로 주목을 받았고, 11월의 가수로 뽑혀 가왕전에 진출했다.
이듬해인 2013년에 두번째 싱글 〈태양을 삼킨 달〉을 발표하고 본격 활동을 시작했다. 연말 KBS의 새해맞이특별생방송 〈아리랑 코리아〉에 출연, 독도에서 공중파 최초로 생방송 공연을 시도하여 성공하였다. 당시 인터뷰하던 남자 기자가 강풍에 밀려 휘청이는 등 혹한의 날씨였지만 버티며 아리랑을 불러냈다.
2014년 1월에 컴백 콘서트를 성황리에 마쳤고, 싱글 앨범 〈일곱 번째 봄〉과 〈사랑 그까짓 게〉를 발매했다. KBS 〈불후의 명곡〉, mnet 〈100초 전(戰)〉 등을 통해 방송활동을 재개했으며, 뮤지컬 〈헤드윅〉시즌9 - 10주년 공연에 출연했다. 4~12월까지 매월 〈언니 믿지?〉란 타이틀로 홍대 클럽과 대학로에서 개인 토크 콘서트를 열었다. 2015년에는 미국을 오가며 현지앨범 발매 준비중이다.

## 음반 목록

### 정규 음반
- 1집 《ASURA》-〈사랑, 결코 시들지 않는...〉(1999년 10월)
- 2집 《서문탁 Ⅱ》-〈사슬〉(2001년 8월)
- 3집 《SEOMOONTAK 3rd》-〈사미인곡〉(2002년 9월 6일)
- 4집 《NOW HERE》-〈난 나보다 널〉(2005년 5월 26일)
- 5집 《PIANISSOMO》-〈이별 후〉(2006년 4월 12일)
- 6집 《Leap of Truth》-〈가거라 사랑아〉(2008년 1월 17일)

### 디지털 싱글
- 〈Victoria〉(2009년)
- 〈태양을 삼킨 달〉 (2013년 8월 28일)
- 〈일곱 번째 봄〉 (2014년 4월 28일)
- 〈U & I〉(100초戰 Part 3) (2014년 6월 27일)
- 〈사랑 그까짓 게〉 (2014년 10월 2일)

### 일본 음반
- 1집 《東京にて(도쿄니테)》(2003년)
- 2집 《NOW HERE》(2003년)

### OST
- SBS 만화 《탑블레이드》-〈Go! Go! 탑블레이드〉(2001년)
- 영화 《화산고》일본내 앨범 Volcano High -〈Rebirth〉(2002년)
- SBS 주말극장 《태양의 남쪽》-〈여정〉(2003년)
- 영화《원탁의 천사》-〈그대 곁에〉(2006년)
- SBS 금요드라마 《내 사랑 못난이》-〈My Life〉(2006년)
- SBS 드라마 스페셜 《시티홀》-〈One Dream〉(2009년)
- JTBC 금토드라마 《라스트》-〈라스트〉(2015년)

### 참여 음반
- 옴니버스 앨범 《Fandom 98》-〈용기〉(1998년)
- 붉은악마 응원 앨범 -〈최강의 꿈(We all will be there for you)〉(1999년)
- 문화관광부 제작 중국어 앨범 《韓流Ⅱ(한류2)》〈사랑, 결코 시들지 않는... (最后日秒) 〉(2001년)
- 클래식 프로젝트 앨범 《Time After Time 》- 〈Gone〉,〈비련〉(2002년)
- 붉은악마 응원 앨범 《with you》- 〈We all will be there for you(리메이크)〉(2002년)
- 도쿄 실황 앨범 《HARD ROCK SUMMIT IN TOKYO 永遠の夢···(영원의 꿈)》-〈Speed King 〉(2003년)
- 캐롤 앨범 《2004 Christmas Story 》-〈Blue Christmas〉(2004년)
- 광복 60년 기념 앨범 독립군가 다시부르기 《다시 부르는 노래》- 〈압록강행진곡〉(2005년)
- 아프리카 구호 자선앨범(싱글) -〈Talk About Love〉(2014년)

## 출연 작품

### 방송
- KBS 라디오 사회교육방송 FM 가요, KOREA 진행 (2002~2003년)
- 일본 FM Nack 5 생방송 서문 탁의 코리아 코리아 코너 진행 (2003년)
- MBC 나는 가수다 II,[3]
- TVN 백지연의 피플인사이드 (2012년)
- KBS 강연 100℃, MBC 아름다운 콘서트, KBS 새해맞이특별생방송 아리랑코리아 등 (2013년)
- KBS 열린 음악회,
- KBS불후의 명곡2,[4]
- KBS 콘서트 7080,
- MNET 100초 전(戰),
- KBS 위기탈출 넘버원 등 (2015년)
- KBS 대국민 토크쇼 안녕하세요, MBC 미스터리 음악쇼 복면가왕 - 돌고래의 꿈 (2016년)
- MBC 오! 나의 파트,너 (2020년)[5]
- MBC 미스터리 음악쇼 복면가왕 - 제187~193대 가왕 신들린 노래 실력 보여드릴게요! 신이 내린 목소리 (2022~2023년)[6]
- DNA 싱어 - 언니 이미하와 함께 출연[7]
- SBS 골 때리는 그녀들 FC 발라드림 전 멤버 (2022년 09월28일 합류 후 2024년 11월20일 끝으로 작별하고 하차 함)

### 뮤지컬
- 《헤드윅》시즌 2,3 이츠학 역(2005~2006년)
- 일본 뮤지컬 <The Who's “Tommy”> ACID QUEEN 역 (2007년)
- 일본 뮤지컬 <HEDWIG and the angry inch> 이츠학 역 (2008년)
- 《헤드윅》10주년 - 시즌 9 이츠학 역 (2014~2015년)
- 《헤드윅 뉴메이크업》 이츠학 역 (2016년)
- 《록키호러쇼》 마젠타 역 (2017년)

## 수상
- 《주니어가요제 대상》(1994년)
- 《세종가요제 대상》(1994년)
- 《EBS 청소년 창작가요제 특별상》(1995년)
- 문화관광부 수여 보훈 문화상/ 특별상 (2005년)
- 《서울 석세스 어워드 가수 대상》(2017년)

## 경력
- 한국 올림픽 챔피온 클럽(KOCC) 홍보대사 (2004년)
- 수원과학대학 실용음악과 겸임교수 (2006년 ~ 2008년)
- 고용노동부 사회공헌일자리지원사원 홍보대사 (2013년)
- 한국가온예술종합학교 실용음악예술학부 보컬전공 겸임교수 (2014년)
- 백석예술대학교 실용음악과 겸임교수 (2015년)

## 학력
- 서울언주초등학교 졸업
- 은광여자중학교 졸업
- 서울세종고등학교 졸업
- 고려대학교 세종캠퍼스 사회학과 학사
- 버클리 음악 대학 뮤직프로덕션앤엔지니어링 (2010년 ~ )